# Tournoi de tennis de Sunrise
Le BMW Tennis Championship est un tournoi international de tennis masculin de l'ATP Challenger Tour organisé sur dur au mois de mars à Sunrise en Floride entre 2005 et 2010. Il se déroule pendant la deuxième semaine du Masters d'Indian Wells et juste avant le Masters de Miami. Cette situation privilégiée et sa dotation de 125 000 dollars en font l'un des tournois Challenger les plus relevés du circuit.

## Histoire
Le tournoi de Sunrise est l'un des plus prestigieux du circuit Challenger de par sa dotation et sa liste d'entrée qui équivaut à certains tournois ATP 250. En effet, sa position dans le calendrier (et géographique) entre les deux Masters 1000 lui permet d'attirer les joueurs précocement éliminés du tournoi californien et qui préparent le Masters floridien. Créé par Gabe Norona en 2004 à Boca Raton sous l'appellation de Pro Tennis World Open, il déménage l'année suivante à Sunrise sur les terrains en dur Laykold (la même surface que le Masters de Miami) du Sunrise Tennis Club puis change de nom en 2006 pour devenir le BMW Tennis Championship. Le court central offre une capacité de 2500 places.
En 2008, Fernando González alors 12e mondial devient le deuxième joueur le mieux classé à disputer un tournoi Challenger.
Faute de sponsors, le tournoi disparaît du calendrier en 2011 et est remplacé à partir de la saison 2012 par le Dallas Tennis Classic. La place laissée vacante est reprise pour l'année 2011 par un nouveau tournoi disputé en Guadeloupe.

### Joueurs notables
De nombreux joueurs du top 50 mondial s'inscrivent chaque année dans ce tournoi. Voici, par édition, les joueurs les mieux classés et les plus importants inscrits :
- 2004 : Felix Mantilla (no 37), Joachim Johansson (no 50), Mario Ančić, Guillermo Cañas, David Ferrer et Igor Andreev dès la 1re édition ;
- 2005 : Dominik Hrbatý (no 29), Luis Horna (no 41), Mark Philippoussis et Christophe Rochus pour la 1re année à Sunrise ;
- 2006 : Florent Serra (no 38), Dmitri Toursounov (no 50), Florian Mayer, Ivo Karlović et Andreas Seppi ;
- 2007 : Dmitri Toursounov (no 21), Dominik Hrbatý (no 25), Marc Gicquel (no 42), Juan Martín del Potro, Nicolás Massú et Gustavo Kuerten ;
- 2008 : Fernando González (no 12), Jarkko Nieminen (no 26), Potito Starace (no 34), Janko Tipsarević et Kei Nishikori ;
- 2009 : Tomáš Berdych (no 22), Rainer Schüttler (no 30), Feliciano López (no 34) et Arnaud Clément ;
- 2010 : Radek Štěpánek (no 17), Gilles Simon (no 21), Stefan Koubek, Richard Gasquet et Juan Ignacio Chela.

## Palmarès

### En simple
| Date       | Dotation     | Vainqueur         | Finaliste          | Score         | Tableaux |
| ---------- | ------------ | ----------------- | ------------------ | ------------- | -------- |
| Boca Raton |              |                   |                    |               |          |
| 15/03/2004 | 100 000 $ +H | Jürgen Melzer     | Thomas Enqvist     | 6-3, 4-6, 6-3 |          |
| Sunrise    |              |                   |                    |               |          |
| 14/03/2005 | 100 000 $    | Karol Beck        | Davide Sanguinetti | 6-2, 6-2      |          |
| 13/03/2006 | 100 000 $    | Dmitri Toursounov | Alberto Martín     | 6-3, 6-1      |          |
| 12/03/2007 | 100 000 $    | Gaël Monfils      | Andreas Seppi      | 6-3, 1-6, 6-1 |          |
| 17/03/2008 | 100 000 $    | Robin Haase       | Sébastien Grosjean | 5-7, 7-5, 6-1 |          |
| 16/03/2009 | 125 000 $ +H | Robin Söderling   | Tomáš Berdych      | 6-1, 6-1      |          |
| 15/03/2010 | 125 000 $ +H | Florian Mayer     | Gilles Simon       | 6-4, 6-4      |          |

### En double
| Date       | Vainqueurs                              | Finalistes                             | Score             |
| ---------- | --------------------------------------- | -------------------------------------- | ----------------- |
| Boca Raton |                                         |                                        |                   |
| 15/03/2004 | Igor Andreev Dmitri Toursounov          | Kenneth Carlsen Thomas Enqvist         | 6-3, 63-7, 7-5    |
| Sunrise    |                                         |                                        |                   |
| 14/03/2005 | Rick Leach Travis Parrott               | Jan-Michael Gambill Mark Philippoussis | Forfait           |
| 13/03/2006 | Petr Pála Robin Vik                     | Goran Dragicevic Dmitri Toursounov     | 6-4, 6-2          |
| 12/03/2007 | Konstantinos Economidis Kristof Vliegen | Juan Martín del Potro Sebastián Prieto | 6-3, 6-4          |
| 17/03/2008 | Janko Tipsarević Dušan Vemić            | Kristof Vliegen Peter Wessels          | 6-2, 7-65         |
| 16/03/2009 | Eric Butorac Bobby Reynolds             | Jeff Coetzee Jordan Kerr               | 5-7, 6-4, [10-4]  |
| 15/03/2010 | Martin Damm Filip Polášek               | Lukáš Dlouhý Leander Paes              | 4-6, 6-1, [13-11] |